# بالی‌رونان
بالی‌رونان (به انگلیسی: Ballyronan) یک روستا در بریتانیا است که در شهرستان لندندری واقع شده‌است. بالی‌رونان ۲۵۰ نفر جمعیت دارد.